# San Isidro (Davao Oriental)
San Isidro è una municipalità di quarta classe delle Filippine, situata nella Provincia di Davao Oriental, nella Regione del Davao.
San Isidro è formata da 16 baranggay:
- Baon
- Batobato (Pob.)
- Bitaogan
- Cambaleon
- Dugmanon
- Iba
- La Union
- Lapu-lapu
- Maag
- Manikling
- Maputi
- San Miguel
- San Roque
- Santo Rosario
- Sudlon
- Talisay